# Cryptocephalus cruciger
Cryptocephalus cruciger es una especie de insecto coleóptero de la familia Chrysomelidae.
Fue descrita científicamente en 1922 por Hellen.